# 女捜査官
『女捜査官』（おんなそうさかん）は、1980年代にテレビ朝日系列の金曜21時枠で放送された朝日放送・テレパック制作のテレビドラマである。
ここでは同じ枠で放送された『新・女捜査官』『人妻捜査官』『女ふたり捜査官』についても記述する。

## 女捜査官
- 1982年3月5日 - 同年5月28日（全13話）

### キャスト
- 塩路勝子巡査部長：樋口可南子
- 泊警部補（主任）：西郷輝彦
- 大浜政子巡査部長：樹木希林
- 丸山警部（係長）：高松英郎
- 高林刑事：角野卓造
- 森崎刑事：守田比呂也
- 原口刑事：武見龍磨
- 木本刑事：吉田良全
- 玉野井淳：火野正平
- ぼーふら・ママ：三島ゆり子
- 武内文平
- 本山可久子
- 中帆登美

### スタッフ
- 制作：山内久司（ABC）
- プロデューサー：杉本宏（ABC）、篠原茂（テレパック）
- 原作：島田一男
- 音楽：石田勝範
- 擬斗：西本良治郎、岡田勝
- 技術協力：パビック
- 車輌協力：マツダ
- 制作：朝日放送、テレパック

### 放映リスト
| 話数 | 放送日        | サブタイトル                       | 脚本       | 監督     | ゲスト |
| ---- | ------------- | ---------------------------------- | ---------- | -------- | --- |
| 1    | 1982年 3月5日 | 新米デカ長は処女の香り             | 安倍徹郎   | 村山新治 | 阿藤海、片桐竜次 宮井えりな、奥野匡 宮内順子、梓ようこ、大谷一夫 岸野一彦、小堀夏生、劇団いろは、早川プロ                                                                              |
| 2    | 3月12日       | 産婦人科からのSOS信号              | 中村勝行   | 番匠義彰 | 織本順吉、広瀬昌助 ひし美ゆり子、金野恵子、門谷美佐 堀礼文、内藤剛志、益田哲夫、林弘造 内山森彦、上田弘司、小泉豊、関口裕子、早川プロ                                                  |
| 3    | 3月19日       | ハイミス浮気の担保                 | 鴨井達比古 | 村山新治 | 名和宏、村松克巳 庄司三郎、吉橋定夫、早川プロ 石丸謙二郎、井上夏葉、木下隆康、青木かずもり 明日香和泉、吉岡ひとみ、金野恵子、門谷美佐 天現寺竜、桑名良輔、安藤良夫、山下一夫、大石信行 |
| 4    | 3月26日       | 手錠の脱走・女子銀行員             | 杉村のぼる | 大室清   | 木村理恵 石山雄大、瀬下和久、弥富光央 金野恵子、岩倉高子、青山達三 汐見直行、内堀和晴、後藤健 中屋敷鉄也、石塚信之、坂本勝彦、早川プロ                                                 |
| 5    | 4月2日        | ピンク最前線で連続殺人             | ちゃき克彰 | 土井茂   | 弓恵子、山中康仁 水月円、相田麻理子、金野恵子 坂田祥一郎、田村寛、宮内彰、野口真、早川プロ                                                                                             |
| 6    | 4月9日        | 赤い暴走族・血の復讐               | 鴨井達比古 | 番匠義彰 | 中島葵、富川澈夫 大川かつ子、棟里佳、太刀川陽子、重盛てる江 堀尾伸介、吉田昌弘、中島陽典、大池雅光 竹田恵利子、芦田久恵、内田顕子、吉川智子、古沢由美子、早川プロ                      |
| 7    | 4月16日       | 愛欲の教授夫人と涙の老スリ         | 田上雄     | 村山新治 | 神田隆 風間舞子、倉島襄 有馬昌彦、兼松隆、大木隆介、金野恵子 福原亜矢子、山口正一郎、天現寺竜、早川プロ                                                                                |
| 8    | 4月23日       | 非行少年の初恋は婦人警官           | 中村勝行   | 村山新治 | 利重剛、片桐竜次 亜蘭美香、笹入舟作、田畑猛雄 青山恭子、有明祥子、会津あんく、後藤いずみ 平野克己、倉富勝士、滝川昌良、青木勇次、山口剛、早川プロ                                      |
| 9    | 4月30日       | 殺しの現場にコロンの香り           | 高橋稔     | 永野靖忠 | 田島令子 小野進也、片桐竜次 鶴田忍、仙波和之、湖条千秋 高嶋洋、佐藤利明、梅原得由、原敬二 伊吹勝、杏里香代子、大野剣友会、早川プロ                                                     |
| 10   | 5月7日        | 教会に来たトルコ嬢                 | ちゃき克彰 | 番匠義彰 | 伊佐山ひろ子 藤堂新二、八代康二、榊原久美子 青木純、木瓜みらい、石田かおる、沢村麻実子 木原智子、井村昴、ロッキー（ロッキー一座）、早川プロ                                            |
| 11   | 5月14日       | 燃える人妻・コールガールの復讐     | 高橋稔     | 村山新治 | 渚まゆみ 内田稔、藤木敬士 北村総一朗、遊佐ナオ子 立花房子、藤木聖子、金野恵子 伊藤博、金尾哲夫、島敬輔、ジャン・ディセルズ、早川プロ                                                   |
| 12   | 5月21日       | 女盛りの赤い欲望                   | 中村勝行   | 土井茂   | 大木康子 宗方奈美、多宮健二 二見忠男、宝井宏治、国枝量平 江田真弓、上野かなた、門谷美佐 辻伊万里、小山源喜、飯島大介、早川プロ                                                         |
| 13   | 5月28日       | 処女刑事のライバルは女子刑務所の女 | 高橋稔     | 永野靖忠 | 三戸部スエ、森みつる、益富信孝、吉沢健、中島陽典、萩原流、丹古母鬼馬二、関悦子、龍のり子、水城千野、片桐竜次                                                                           |

### 放映ネット局
| 放送地域       | 放送局                    | 系列                          | 放送日時           | ネット状況 | 備考                       |
| -------------- | ------------------------- | ----------------------------- | ------------------ | ---------- | -------------------------- |
| 近畿広域圏     | 朝日放送 (ABC)            | テレビ朝日系列                | 金曜 21:00 - 21:54 | 制作局     |                            |
| 北海道         | 北海道テレビ (HTB)        | テレビ朝日系列                | 金曜 21:00 - 21:54 | 同時ネット |                            |
| 宮城県         | 東日本放送（KHB）         | テレビ朝日系列                | 金曜 21:00 - 21:54 | 同時ネット |                            |
| 福島県         | 福島放送（KFB）           | テレビ朝日系列                | 金曜 21:00 - 21:54 | 同時ネット |                            |
| 関東広域圏     | テレビ朝日（ANB）         | テレビ朝日系列                | 金曜 21:00 - 21:54 | 同時ネット | 現・EX                     |
| 静岡県         | 静岡けんみんテレビ（SKT） | テレビ朝日系列                | 金曜 21:00 - 21:54 | 同時ネット | 現・静岡朝日テレビ（SATV） |
| 中京広域圏     | 名古屋放送（NBN）         | テレビ朝日系列                | 金曜 21:00 - 21:54 | 同時ネット | 現・名古屋テレビ→メ〜テレ  |
| 岡山県・香川県 | 瀬戸内海放送（KSB）       | テレビ朝日系列                | 金曜 21:00 - 21:54 | 同時ネット |                            |
| 広島県         | 広島ホームテレビ（HOME）  | テレビ朝日系列                | 金曜 21:00 - 21:54 | 同時ネット |                            |
| 福岡県         | 九州朝日放送（KBC）       | テレビ朝日系列                | 金曜 21:00 - 21:54 | 同時ネット |                            |
| 青森県         | 青森放送（RAB）           | 日本テレビ系列 テレビ朝日系列 |                    | 遅れネット |                            |
| 岩手県         | テレビ岩手（TVI）         | 日本テレビ系列 テレビ朝日系列 |                    | 遅れネット |                            |
| 秋田県         | 秋田テレビ（AKT）         | フジテレビ系列 テレビ朝日系列 |                    | 遅れネット |                            |
| 山形県         | 山形テレビ（YTS）         | フジテレビ系列 テレビ朝日系列 |                    | 遅れネット |                            |
| 新潟県         | 新潟総合テレビ（NST）     | フジテレビ系列 テレビ朝日系列 |                    | 遅れネット |                            |
| 長野県         | テレビ信州（TSB）         | 日本テレビ系列 テレビ朝日系列 |                    | 遅れネット |                            |
| 富山県         | 北日本放送（KNB）         | 日本テレビ系列                |                    | 遅れネット |                            |
| 石川県         | 石川テレビ（ITC）         | フジテレビ系列                |                    | 遅れネット |                            |
| 福井県         | 福井放送（FBC）           | 日本テレビ系列 テレビ朝日系列 |                    | 遅れネット |                            |
| 島根県・鳥取県 | 山陰中央テレビ（TSK）     | フジテレビ系列                |                    | 遅れネット | 現・さんいん中央テレビ     |
| 山口県         | 山口放送（KRY）           | 日本テレビ系列 テレビ朝日系列 |                    | 遅れネット |                            |
| 徳島県         | 四国放送（JRT）           | 日本テレビ系列                |                    | 遅れネット |                            |
| 愛媛県         | 南海放送（RNB）           | 日本テレビ系列                |                    | 遅れネット |                            |
| 高知県         | テレビ高知（KUTV）        | TBS系列                       |                    | 遅れネット |                            |
| 長崎県         | 長崎放送（NBC）           | TBS系列                       |                    | 遅れネット |                            |
| 熊本県         | テレビ熊本（TKU）         | フジテレビ系列                |                    | 遅れネット |                            |
| 大分県         | 大分放送（OBS）           | TBS系列                       |                    | 遅れネット |                            |
| 宮崎県         | 宮崎放送（MRT）           | TBS系列                       |                    | 遅れネット |                            |
| 鹿児島県       | 鹿児島テレビ放送（KTS）   | フジテレビ系列                |                    | 遅れネット |                            |
| 沖縄県         | 琉球放送（RBC）           | TBS系列                       |                    | 遅れネット |                            |

### 再放送・配信
2020年5月10日より、CS・AXNミステリーにて再放送開始（CS放送では初放送）。この日は5月29日から6月8日まで土曜、日曜を除く23:45から2話ずつ放送するのに先立ち11:00から全13話を先行一挙放送した。
2021年4月1日からも土曜、日曜を除く22:00から2話ずつ放送された。
2021年6月現在、映像ソフトの発売予定はないがネット配信のABCオンデマンドの「懐かしのドラマ」で全話視聴することが出来る。また、「新・女捜査官」以降の3作品についてはBS・CSの再放送や映像ソフトの発売予定はないがABCオンデマンドの「懐かしのドラマ」で同じく全話視聴することが出来る。

## 新・女捜査官
- 1983年4月15日 - 同年7月22日（全15話）

### キャスト
- 塚原路子：名取裕子
- 泊警部：西郷輝彦
- 大浜政子：樹木希林
- 村田刑事：出光元
- 山崎刑事：草川祐馬
- 本間刑事：堀川重人
- 玉野井淳：火野正平
- 深沢ちえ：三島ゆり子
- 塚原弘（路子の父）：山本耕一
- 塚原安江（路子の母）：石井富子
- 勝子（路子の叔母）：青木和代
- 榊原久美子
- 門谷美佐
- 金野恵子

### スタッフ
- 制作：山内久司（ABC）
- プロデューサー：杉本宏（ABC）、小橋智子、篠原茂
- 原作：島田一男
- 音楽：美野春樹
- 撮影協力：LAOX、チトセ ほか
- 車輌協力：日産自動車、ヤマハ発動機
- 技術協力：パビック
- 制作：朝日放送、テレパック

### 主題歌・挿入歌
- 主題歌：シルヴィア『思い出は消えなくても』
- 挿入歌：火野正平『赤い糸』

### 放映リスト
| 話数 | 放送日         | サブタイトル                         | 脚本       | 監督     | ゲスト |
| ---- | -------------- | ------------------------------------ | ---------- | -------- | --- |
| 1    | 1983年 4月15日 | デカ長ギャルは23歳未経験             | 篠崎好     | 山根成之 | 風祭ゆき 野上祐二、深見博、梓よう子、市村博、山梨桂子、友川真喜子、岡田和子                                                                                          |
| 2    | 4月22日        | 幕あけは裸の金粉死体で!              | ちゃき克彰 | 山根成之 | 井川比佐志 重田尚彦、吉田豊明、井村昴、高山和子、前田加代、久木念 |
| 3    | 4月29日        | ビニ本モデル・殺しの子守唄           | 中村勝行   | 番匠義彰 | 児島美ゆき、藍とも子、新井康弘 浅見小四郎、伊達弘、団巖、新城彰、望月美和子、中原美樹、山口ひとみ、広瀬珠実                                                          |
| 4    | 5月6日         | 秘密の夜を買う美人女医               | 山浦弘靖   | 番匠義彰 | 上村香子、金沢碧 西岡徳馬、団次朗、信実一徳 久遠利三、高品正宏、伊藤影洋、志賀沢子、入江正徳、伊海田彩、柴田林太郎                                                   |
| 5    | 5月13日        | バラバラ殺人の鍵は変身美女?          | 鴨井達比古 | 永野靖忠 | 西尾三枝子、松原留美子 茶川一郎、橘田良江、宮口二郎 北原弘一、松尾文人、林とおる、上野綾子 藤井章人、渡辺明信、増田英、奈良光一、喜田晋平                            |
| 6    | 5月20日        | 女子高生の危険なアルバイト           | 山浦弘靖   | 永野靖忠 | 岩本多代、南利明 星野いずみ、大川陽子、三上剛信 小田草之介、中村万里、田中忠信、日野あき子、荒川あゆ美、吉沢ひとみ、森和美、古作友子                                 |
| 7    | 5月27日        | 刑事の初恋は夫殺しの美女!?           | 石川孝人   | 土井茂   | 中島ゆたか 稲吉靖司、辰馬伸、きくち英一 大橋照男、宮城健太郎、美香、峰純子、秦朔、相馬剛三、大島大介、杉欣也、田口和正、中真千子                                     |
| 8    | 6月3日         | 暗闇の標的は婦人警官                 | ちゃき克彰 | 土井茂   | 藤田啓而、小林文隆、愛夏樹、北川智絵、広田正光、竹下江里子、倉富勝士、高山久幸、鹿沼恵子                                                                             |
| 9    | 6月10日        | 週末のハイミスは秘密の夜遊び         | 篠崎好     | 番匠義彰 | 田島令子 本間由美、堀内正美、大矢兼臣 小寺大介、有川雄司、黒田伊玖磨、快世千、関根さおり 松板恭子、遠山悦子、中島久美子、伊波フミ代、田島マキ、東福久栄、斉藤美果    |
| 10   | 6月17日        | 海外逃亡の男を待つ温泉町の女         | 中村勝行   | 番匠義彰 | 島かおり、美木良介 岡部正純、溝口舜亮 井上三千男、桑名良輔、箒克朗、谷本小代子、原てい光、高杉哲平、島田彰                                                           |
| 11   | 6月24日        | 連続レイプ魔を脅すトルコ嬢           | 山浦弘靖   | 帯盛迪彦 | 伊藤幸子、上田忠好 島田零子、木村翠、角倉清美、三川雄三 多田幸男、東福さなえ、平岡ちよこ、山崎満、五十嵐誠、関賢司、山中純一、後藤義明、倉岡健、吉川一紀、布施絵理子 |
| 12   | 7月1日         | 青年外科医の赤い殺意!!               | 佐藤五月   | 帯盛迪彦 | 高林幸兵、磯村健治、西田良、江藤漢、姫ゆり子、黒川明子、内藤路子、井上麻衣、正木香子、玉井謙介、杉山孝、宮沢芳春、瀬戸山功                                           |
| 13   | 7月8日         | 風俗最前線に消えた19歳の若妻         | 山浦弘靖   | 大室清   | 樋口隆則、山本ゆか里、吉沢健、茜ゆう子、上田耕一、吉田良全、久保田民絵、三上薫、千葉裕子、伊東勇治、新富重夫、青木道夫、小泉豊、柏井浩三、中原美樹                   |
| 14   | 7月15日        | 闇に踊るホステス連続絞殺魔           | ちゃき克彰 | 藤井克彦 | 本阿弥周子、林ゆたか 岩淵智子、田村元治、折原のぞみ、翠準子 シルヴィア（特別出演）、乾浩明（特別出演）                                                               |
| 15   | 7月22日        | ライフル魔に監禁された料理教室の女達 | 山浦弘靖   | 藤井克彦 | 阿藤海、立石涼子、江崎和代、鈴木泰明、山科ゆり、田畑猛雄、水木薫、川村真理子、宇都宮英世、速水順子、北原智津子、岩尾展宏、石井茂樹、植村由美、篠原夕紀、風中臣       |

### 放映ネット局
| 放送地域       | 放送局                    | 系列                          | 放送日時           | ネット状況 | 備考                       |
| -------------- | ------------------------- | ----------------------------- | ------------------ | ---------- | -------------------------- |
| 近畿広域圏     | 朝日放送 (ABC)            | テレビ朝日系列                | 金曜 21:00 - 21:54 | 制作局     |                            |
| 北海道         | 北海道テレビ (HTB)        | テレビ朝日系列                | 金曜 21:00 - 21:54 | 同時ネット |                            |
| 宮城県         | 東日本放送（KHB）         | テレビ朝日系列                | 金曜 21:00 - 21:54 | 同時ネット |                            |
| 福島県         | 福島放送（KFB）           | テレビ朝日系列                | 金曜 21:00 - 21:54 | 同時ネット |                            |
| 関東広域圏     | テレビ朝日（ANB）         | テレビ朝日系列                | 金曜 21:00 - 21:54 | 同時ネット | 現・EX                     |
| 静岡県         | 静岡けんみんテレビ（SKT） | テレビ朝日系列                | 金曜 21:00 - 21:54 | 同時ネット | 現・静岡朝日テレビ（SATV） |
| 中京広域圏     | 名古屋放送（NBN）         | テレビ朝日系列                | 金曜 21:00 - 21:54 | 同時ネット | 現・名古屋テレビ→メ〜テレ  |
| 岡山県・香川県 | 瀬戸内海放送（KSB）       | テレビ朝日系列                | 金曜 21:00 - 21:54 | 同時ネット |                            |
| 広島県         | 広島ホームテレビ（HOME）  | テレビ朝日系列                | 金曜 21:00 - 21:54 | 同時ネット |                            |
| 福岡県         | 九州朝日放送（KBC）       | テレビ朝日系列                | 金曜 21:00 - 21:54 | 同時ネット |                            |
| 鹿児島県       | 鹿児島放送（KKB）         | テレビ朝日系列                | 金曜 21:00 - 21:54 | 同時ネット |                            |
| 青森県         | 青森放送（RAB）           | 日本テレビ系列 テレビ朝日系列 |                    | 遅れネット |                            |
| 岩手県         | テレビ岩手（TVI）         | 日本テレビ系列 テレビ朝日系列 |                    | 遅れネット |                            |
| 秋田県         | 秋田テレビ（AKT）         | フジテレビ系列 テレビ朝日系列 |                    | 遅れネット |                            |
| 山形県         | 山形テレビ（YTS）         | フジテレビ系列 テレビ朝日系列 |                    | 遅れネット |                            |
| 新潟県         | 新潟総合テレビ（NST）     | フジテレビ系列 テレビ朝日系列 |                    | 遅れネット |                            |
| 長野県         | テレビ信州（TSB）         | 日本テレビ系列 テレビ朝日系列 |                    | 遅れネット |                            |
| 富山県         | 北日本放送（KNB）         | 日本テレビ系列                |                    | 遅れネット |                            |
| 石川県         | 石川テレビ（ITC）         | フジテレビ系列                |                    | 遅れネット |                            |
| 福井県         | 福井放送（FBC）           | 日本テレビ系列 テレビ朝日系列 |                    | 遅れネット |                            |
| 島根県・鳥取県 | 山陰中央テレビ（TSK）     | フジテレビ系列                |                    | 遅れネット | 現・さんいん中央テレビ     |
| 山口県         | 山口放送（KRY）           | 日本テレビ系列 テレビ朝日系列 |                    | 遅れネット |                            |
| 徳島県         | 四国放送（JRT）           | 日本テレビ系列                |                    | 遅れネット |                            |
| 愛媛県         | 南海放送（RNB）           | 日本テレビ系列                |                    | 遅れネット |                            |
| 高知県         | テレビ高知（KUTV）        | TBS系列                       |                    | 遅れネット |                            |
| 長崎県         | 長崎放送（NBC）           | TBS系列                       |                    | 遅れネット |                            |
| 熊本県         | テレビ熊本（TKU）         | フジテレビ系列                |                    | 遅れネット |                            |
| 大分県         | 大分放送（OBS）           | TBS系列                       |                    | 遅れネット |                            |
| 宮崎県         | 宮崎放送（MRT）           | TBS系列                       |                    | 遅れネット |                            |
| 沖縄県         | 琉球放送（RBC）           | TBS系列                       |                    | 遅れネット |                            |

## 人妻捜査官
- 1984年5月25日 - 同年9月14日（全17話）

### キャスト
- 大浜悠子刑事：丘みつ子
- 大浜政子警部補：樹木希林
- 山崎浩次刑事：並木史朗
- 高階俊刑事：速水亮
- 大浜圭介：萩原流行
- 西郷桃江巡査：斉藤ゆう子
- 立花みゆき：小田かおる
- 西村仁：樋口隆則
- 北川久美：沢近恵子
- 乾平作：火野正平
- 土居原一郎警部：芦田伸介

### スタッフ
- 制作：山内久司（ABC）
- プロデューサー：杉本宏・岡本悦治（ABC）、小橋智子・篠原茂（テレパック）
- 原作：島田一男
- 音楽：筒井広志
- 技斗：岡田勝
- 車輌協力：トヨタ自動車
- 技術協力：パビック
- 制作協力：ジェイミック
- 制作：朝日放送、テレパック

### 主題歌
- 「もいちどロマンス〜街角物語〜」（歌：髙橋真梨子）
  - 作詞：竜真知子／作曲：岡本朗／編曲：奥慶一

### 放映リスト
| 話数 | 放送日         | サブタイトル                         | 脚本       | 監督     | ゲスト                                                     |
| ---- | -------------- | ------------------------------------ | ---------- | -------- | ---------------------------------------------------------- |
| 1    | 1984年 5月25日 | 疑惑!?離婚男女の専用バー             | 佐々木守   | 山根成之 | 生田悦子、頭師孝雄、上中はるか                             |
| 2    | 6月1日         | 疑惑!?美人妻の集る喫茶店             | 篠崎好     | 山根成之 | 山口美也子、三条泰子、望月太郎、三遊亭遊三、伊藤高、鶴岡修 |
| 3    | 6月8日         | 疑惑!?制服の女が通うレズクラブ       | 篠崎好     | 村山新治 |                                                            |
| 4    | 6月15日        | 疑惑!?場外馬券売り場の女             | 山浦弘靖   | 村山新治 | 近松麗江                                                   |
| 5    | 6月22日        | 疑惑!?蒸発妻が働く温泉町             | 佐々木守   | 大室清   | 池波志乃、岡本麗、北見敏之                                 |
| 6    | 6月29日        | 疑惑!?ヒロインが血に染まった撮影所   | 高橋稔     | 吉川一義 | 高木淳也、渡辺良子                                         |
| 7    | 7月6日         | 疑惑!?狙われた女教師の沈黙           |            | 吉川一義 | 黒田福美、久保田理恵                                       |
| 8    | 7月13日        | 疑惑!?黒人兵にむらがる六本木ギャル   | 篠崎好     | 小平裕   | 山咲千里、高橋ひとみ                                       |
| 9    | 7月20日        | 疑惑!?仕掛けられた沖縄ハネムーン     | 山浦弘靖   | 小平裕   | 佐藤仁哉、石井めぐみ                                       |
| 10   | 7月27日        | 疑惑!?新妻の影が消えた裏窓           | 山浦弘靖   | 山根成之 | 磯部勉、泉じゅん                                           |
| 11   | 8月3日         | 疑惑!?隠しカメラが狙うホテル街       | 鴨井達比古 | 小平裕   | 牧伸二、丹古母鬼馬二                                       |
| 12   | 8月10日        | 疑惑!?喪服の女が待つ診察室           | 亜槍文代   | 山根成之 | 鶴間エリ、藍とも子、榎本ちえ子                             |
| 13   | 8月17日        | 疑惑!?少女がねらうラブホテル帰りの女 | 長野洋     | 小平裕   | 松尾久美子、川村真樹                                       |
| 14   | 8月24日        | 疑惑!?エアロビクスの未亡人           | 秋田佐知子 | 土井茂   | あき竹城                                                   |
| 15   | 8月31日        | 疑惑!?くれない族転落の週末           | 高橋稔     | 土井茂   | 片桐竜次、三浦真弓、村上正次、三谷侑未                     |
| 16   | 9月7日         | 疑惑!?幼な妻が捨てた赤ん坊           | 篠崎好     | 大室清   | 二戸義則、美池真理子                                       |
| 17   | 9月14日        | 疑惑!?女刑事が刺された教会           | 鴨井達比古 | 山根成之 | 賀来千香子、高峰圭二、山田辰夫                             |

### 放映ネット局
| 放送地域       | 放送局                    | 系列                          | 放送日時           | ネット状況 | 備考                       |
| -------------- | ------------------------- | ----------------------------- | ------------------ | ---------- | -------------------------- |
| 近畿広域圏     | 朝日放送 (ABC)            | テレビ朝日系列                | 金曜 21:00 - 21:54 | 制作局     |                            |
| 北海道         | 北海道テレビ (HTB)        | テレビ朝日系列                | 金曜 21:00 - 21:54 | 同時ネット |                            |
| 宮城県         | 東日本放送（KHB）         | テレビ朝日系列                | 金曜 21:00 - 21:54 | 同時ネット |                            |
| 福島県         | 福島放送（KFB）           | テレビ朝日系列                | 金曜 21:00 - 21:54 | 同時ネット |                            |
| 新潟県         | 新潟テレビ21（NT21）      | テレビ朝日系列                | 金曜 21:00 - 21:54 | 同時ネット | 現・UX                     |
| 関東広域圏     | テレビ朝日（ANB）         | テレビ朝日系列                | 金曜 21:00 - 21:54 | 同時ネット | 現・EX                     |
| 静岡県         | 静岡けんみんテレビ（SKT） | テレビ朝日系列                | 金曜 21:00 - 21:54 | 同時ネット | 現・静岡朝日テレビ（SATV） |
| 中京広域圏     | 名古屋放送（NBN）         | テレビ朝日系列                | 金曜 21:00 - 21:54 | 同時ネット | 現・名古屋テレビ→メ〜テレ  |
| 岡山県・香川県 | 瀬戸内海放送（KSB）       | テレビ朝日系列                | 金曜 21:00 - 21:54 | 同時ネット |                            |
| 広島県         | 広島ホームテレビ（HOME）  | テレビ朝日系列                | 金曜 21:00 - 21:54 | 同時ネット |                            |
| 福岡県         | 九州朝日放送（KBC）       | テレビ朝日系列                | 金曜 21:00 - 21:54 | 同時ネット |                            |
| 鹿児島県       | 鹿児島放送（KKB）         | テレビ朝日系列                | 金曜 21:00 - 21:54 | 同時ネット |                            |
| 青森県         | 青森放送（RAB）           | 日本テレビ系列 テレビ朝日系列 |                    | 遅れネット |                            |
| 岩手県         | テレビ岩手（TVI）         | 日本テレビ系列 テレビ朝日系列 |                    | 遅れネット |                            |
| 秋田県         | 秋田テレビ（AKT）         | フジテレビ系列 テレビ朝日系列 |                    | 遅れネット |                            |
| 山形県         | 山形テレビ（YTS）         | フジテレビ系列 テレビ朝日系列 |                    | 遅れネット |                            |
| 長野県         | テレビ信州（TSB）         | 日本テレビ系列 テレビ朝日系列 |                    | 遅れネット |                            |
| 富山県         | 北日本放送（KNB）         | 日本テレビ系列                |                    | 遅れネット |                            |
| 石川県         | 石川テレビ（ITC）         | フジテレビ系列                |                    | 遅れネット |                            |
| 福井県         | 福井放送（FBC）           | 日本テレビ系列 テレビ朝日系列 |                    | 遅れネット |                            |
| 島根県・鳥取県 | 山陰中央テレビ（TSK）     | フジテレビ系列                |                    | 遅れネット | 現・さんいん中央テレビ     |
| 山口県         | 山口放送（KRY）           | 日本テレビ系列 テレビ朝日系列 |                    | 遅れネット |                            |
| 徳島県         | 四国放送（JRT）           | 日本テレビ系列                |                    | 遅れネット |                            |
| 愛媛県         | 南海放送（RNB）           | 日本テレビ系列                |                    | 遅れネット |                            |
| 高知県         | テレビ高知（KUTV）        | TBS系列                       |                    | 遅れネット |                            |
| 長崎県         | 長崎放送（NBC）           | TBS系列                       |                    | 遅れネット |                            |
| 熊本県         | テレビ熊本（TKU）         | フジテレビ系列                |                    | 遅れネット |                            |
| 大分県         | 大分放送（OBS）           | TBS系列                       |                    | 遅れネット |                            |
| 宮崎県         | 宮崎放送（MRT）           | TBS系列                       |                    | 遅れネット |                            |
| 沖縄県         | 琉球放送（RBC）           | TBS系列                       |                    | 遅れネット |                            |

## 女ふたり捜査官
- 1986年8月29日 - 1987年2月13日（全20話）

不慮の事故で夫を喪い未亡人となった女刑事・佐倉亮子とその義姉・さくらのコンビが、新宿副都心に置かれた警視庁捜査一課の「副都心広域特捜班」、通称「新宿分室」の同僚刑事達と共に様々な犯罪に立ち向かう。

### キャスト
- 佐倉亮子刑事：丘みつ子
- 佐倉さくら刑事：樹木希林
- 加納欣一刑事：柳沢慎吾
- 武田五郎太刑事：塩野谷正幸
- 友絵：塚田きよみ
- 佐倉ケイスケ（亮子の亡夫・さくらの実弟）：萩原流行
- 班長・中尾誠警部：芦田伸介
- ：木村元

### スタッフ
- 制作：山内久司（ABC）
- プロデューサー：奥田哲雄・岡村道範（ABC）、小橋智子・篠原茂・清水一夫（テレパック）
- 音楽：菊池俊輔
- 技術協力：パビック
- 制作：朝日放送、テレパック

### 主題歌
- 新井英一「物語」

作詞・作曲：新井英一、編曲：石田勝範

### 放映リスト
| 話数 | 放送日          | サブタイトル                                         | 脚本       | 監督     | ゲスト出演者 |
| ---- | --------------- | ---------------------------------------------------- | ---------- | -------- | --- |
| 1    | 1986年 8月29日  | 未亡人刑事と不倫妻                                   | 吉田剛     | 長谷和夫 | 吉行和子、浜田晃、永井秀和、宮城健太郎、 久遠利三、平出圭子、御友公喜、石波義人、 長江洋平、高木勝也、奈良光一、佐野すえこ、 あべ文恵、矢車武、赤沼晃、千明洋子、 田村才文、筒井純子                       |
| 2    | 1986年 9月5日   | スキャンダル消去殺人                                 | 鴨井達比古 | 山根成之 | 渥美國泰、佐藤仁哉、榎本ちえ子、志賀圭二郎、 三崎奈美、伊藤哲哉、玉村駿太郎、進藤幸、 小田文雄、古川博樹、宇佐美彩、桑原一人                                                                               |
| 3    | 1986年 9月12日  | 訪れた亡夫の隠し子                                   | 大野武雄   | 広瀬襄   | 長谷川明男、新井今日子、水木薫、大島宇三郎、 城野文武、小杉治、松尾文人、菅原慎予、 五代哲、草刈滉一、西川敬三郎                                                                                           |
| 4    | 1986年 9月19日  | 女刑事に殺人鬼の手が！                               | 柏原寛司   | 山根成之 | にしきのあきら、名代杏子、坂田祥一朗、 井口成人、岩下雪、増田みゆき、 竹内康裕、岡田勝 |
| 5    | 1986年 9月26日  | 不倫で稼ぐ美人家庭教師                               | 鴨井達比古 | 長谷和夫 | 高木美保、天田俊明、趙方豪、千葉裕子、 久保田民絵、江藤漢、堀田真三、望月太郎、 柳沢淳、有本龍也、山本あやせ、天現寺竜、 宮沢淑郎、甲斐新                                                                  |
| 6    | 1986年 10月3日  | 「女ふたり捜査官スペシャル」 女3人悪物語私を襲って！ | 中村勝行   | 広瀬襄   | 中谷一郎、石橋蓮司、美保純、鹿取容子、 斉藤林子、水島裕子、根岸一正、伏見哲夫、 志村要、山下一夫、打出親五、 泉昌司(いずみ尚)、児玉頼信、槇ひろ子、 並木達郎                                               |
| 7    | 1986年 10月10日 | 人妻が落ちた風俗の穴                                 | 日暮裕一   | 村山新治 | 佐野アツ子、中川みず穂、森卓三、兼田晴巨、 きくち英一、鈴木直、小林由利、千葉拓実、 赤坂廣人、天野まゆみ、山脇登美子、美輪明子                                                                             |
| 8    | 1986年 10月17日 | 狙われた新人類女子大生                               | 柏原寛司   | 小平裕   | 立川光貴、桑田和美、大野正敏、小池雄介、 加藤大樹、八木隆、和沢昌治、大石源吾、 中島健次、飯田浩幾、沢渡かや、上基夫、 三井しおみ                                                                          |
| 9    | 1986年 10月24日 | プロポーズの甘いワナ                                 | 鴨井達比古 | 広瀬襄   | 児島美ゆき、遠藤征慈、信実一徳、五十嵐公二、 大矢兼臣、金子研三、香椎くに子、西坂和子、 森田遙、里見和香、佐々木敏、館山寿幸、 田中やよい                                                                  |
| 10   | 1986年 10月31日 | 夫を乗りかえた不満妻                                 | 中村勝行   | 水川淳三 | 睦五朗、影山仁美、田中洋介、加島潤、 塩沢美樹、上野綾子、大島あみ、原田千枝子、 有馬光貴、若尾義昭、杉座昇、鈴木弘一                                                                                       |
| 11   | 1986年 11月7日  | はめられた刑事                                       | 大野武雄   | 井上梅次 | 高樹沙耶、吉沢健、佐竹明夫、友金敏雄、 秋間登、相馬剛三、皆川衆、伊藤正博、 池田道枝、呉恵美子 |
| 12   | 1986年 11月14日 | 張込み・温泉街の母                                   | 日暮裕一   | 大室清   | 比企理恵、ホキ徳田、稲垣昭三、佐原健二、 山口雅巳、城源寺くるみ、辻三太郎、玉井謙介、 田中治、矢作幸裕、三上知久、石川哲也                                                                                 |
| 13   | 1986年 12月5日  | ソープランドから来た母                               | 大野武雄   | 村山新治 | 水原ゆう紀、陶隆司、小島三児、西本裕行、 我妻亮、江上真吾、永谷悟一、上野淳、 津山栄一、里見良子、藤井章人                                                                                                 |
| 14   | 1986年 12月12日 | 女子高生の遺書                                       | 篠崎好     | 広瀬襄   | 田島真吾、古村比呂、大松剛、諏訪部賢史、 小沢寿美恵、小池榮、中真千子、新富重夫、 平山杏子、神末佳子、 |
| 15   | 1987年 1月9日   | 愛を盗んだ女スリ                                     | 篠崎好     | 大室清   | 加藤嘉、余貴美子、笹野高史、新井康弘、 水木薫、和泉今日子、樋口のり子、大林丈史、 小松明義、細谷英夫、松本美幸、農崎裕二、 五十嵐美恵子                                                                    |
| 16   | 1987年 1月16日  | 逆転！暴かれた離婚劇                                 | 鴨井達比古 | 矢口久雄 | 福田豊土、高林由紀子、有田麻里、栗原景子、 金久保美幸、坂口進也、吉中六、安達義也、 鹿島信哉、戸沢佑介、中村正人、野村信次、 立原柊子、佐藤裕、榊裕介、小松明義、佐藤志穂                                  |
| 17   | 1987年 1月23日  | 予言しすぎた星占いの女                               | 中村勝行   | 小平裕   | テレサ野田、片桐竜次、飯島大介、高岡一朗、 相馬剛三、木村令子、北原博一、田村元治、 水村泰三、有働智章、立原繁人                                                                                           |
| 18   | 1987年 1月30日  | 亭主の職業は泥棒だった                               | 中村勝行   | 水川淳三 | 風祭ゆき、河原さぶ、坂西良太、浅見小四郎、 掛田誠、美津井祐子、朝倉佐知、山名淳子、 田村貫、芦川薫 |
| 19   | 1987年 2月6日   | 家政夫が来た！                                       | 大原豊     | 矢口久雄 | 牟田悌三、大木正司、河合絃司、水村泰三、 猪俣光世、堀美奈子、山梨ハナ、橘田良江、 井上三千男、牛山茂、武川信介、村松勉                                                                                     |
| 20   | 1987年 2月13日  | 犯されて赤い殺意                                     | 鴨井達比古 | 井上梅次 | 森次晃嗣、石濱朗、日向明子、鶴田忍、 椎谷建治、石井富子、高瀬淑子、北島マヤ、 竹村晴彦、飯田浩幾、桜井宏子、川口節子、 佐野浩史、大久保英一、石田紀子、田口美和子、 田辺真由美、真鍋敏、中村秀樹、奈良坂敦 |